# Anet
Anet – miejscowość i gmina we Francji, w Regionie Centralnym, w departamencie Eure-et-Loir.
Według danych na rok 1990 gminę zamieszkiwało 2696 osób, a gęstość zaludnienia wynosiła 343 osoby/km² (wśród 1842 gmin Regionu Centralnego Anet plasuje się na 131. miejscu pod względem liczby ludności, natomiast pod względem powierzchni na miejscu 1247.).
W Anet znajduje się jeden z zamków nad Loarą.